# 關刀山 (苗栗縣)
關刀山，台灣小百岳，位於苗栗縣三義鄉與大湖鄉交界，海拔標高889公尺。因山形酷似小說《三國演義》中關公所使用的「青龍偃月刀」刀背而得名。名列台灣小百岳。

## 景點
- 出關古道
- 勝興車站
- 魚藤坪斷橋